# Billy Sherring

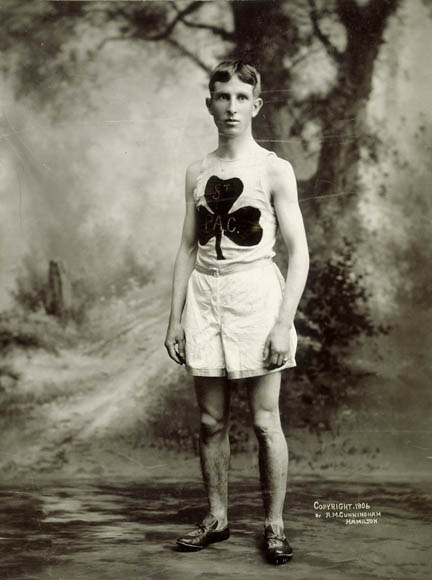
Sherring trug meist, so auch beim olympischen Marathon, ein Trikot mit einem Kleeblatt, dem Vereinswappen des St. Patrick’s Athletic Club. Unwissende Zuschauer dachten, es sei das Kanadische Ahornblatt

Billy Sherring (eigentlich William John Sherring; * 18. September 1878 in Hamilton, Ontario; † 5. September 1964 ebenda) war ein kanadischer Marathonläufer und Olympiasieger.

## Leben
Sherring gehörte zusammen mit seinem Landsmann Jack Caffery, der 1900 und 1901 den Boston-Marathon vor Sherring gewann, zu den weltbesten Marathonläufern jener Zeit. Beide gehörten dem St.Patrick’s Athletic Club ihrer Heimatstadt Hamilton an, der zur Finanzierung ihrer Teilnahme an den Olympischen Zwischenspielen 1906 in Athen ein Wohltätigkeitskonzert organisierte, das jedoch nur einen Erlös von $75 ergab. Caffery verzichtete danach auf die Reise. Sherring benutzte das Geld für eine Pferdewette. Das Pferd mit dem Namen Cicely brachte ihm Glück und bei einer Gewinnquote von 6:1 auch das nötige Geld für die Reise nach Athen.
Sherring, von Beruf Bremser bei der Eisenbahn, erreichte Athen sieben Wochen vor Beginn der Olympischen Spiele. In dieser Zeit fand er Arbeit bei der dortigen Eisenbahngesellschaft.
Der Marathonlauf startete am 1. Mai um 14:00 Uhr. Der nur 45 kg schwere Sherring hielt sich nach dem Start zunächst zurück. Nach der Hälfte des Rennens übernahm er die Führung, baute diese ständig aus und lief schließlich als Sieger ins Ziel. Die letzten etwa 50 m lief Prinz Konstantin I. neben Sherring her. Die Streckenlänge des Marathonlaufs, die bis zu den Olympischen Spielen 1924 in Paris variierte, betrug 1906 41,86 km. Sherring benötigte dafür 2:51:23 h und lag damit fast 7 Minuten vor dem Zweiten, John Svanberg. Als Siegerpreis bekam Sherring ein lebendes Lamm und eine Statue der Göttin Athene.
Sherring erhielt nach Rückkehr in seine Heimat neben diversen Geldprämien auch einen triumphalen Empfang. Nach seinem Erfolg zog er sich vom aktiven Sport zurück und arbeitete beim Zoll in Hamilton. Seine Erfahrung war jedoch noch immer gefragt. Als Trainer der kanadischen Marathonläufer begleitete er sein Team zu den Olympischen Spielen 1908 in London.
Sherrings Heimatstadt Hamilton galt während der Wende vom 19. Jahrhundert zum 20. Jahrhundert als Hochburg der Langstreckenläufer, nicht zuletzt weil hier der älteste Langstreckenlauf in Nordamerika und einer der ältesten Langstreckenwettkämpfe überhaupt stattfand und bis heute stattfindet, das Around the Bay Road Race. Zu Ehren von Sherring benannte man das Rennen über 30 km in Billy Sherring Memorial Road Race um. Außerdem wurde ein kleiner Park in Hamilton nach ihm benannt, der Billy Sherring Park, und an einer historischen Stätte nahe Hamilton errichtete die Provinz von Ontario 1976 eine Ehrentafel.